# Чайкине (Новгород-Сіверський район)
Ча́йкине — село в Україні, у Новгород-Сіверській міській громаді Новгород-Сіверського району Чернігівської області. Населення становить 296 осіб. Від 2020 орган місцевого самоврядування — Новгород-Сіверська міська рада.

## Історія
В кінці серпня — на початку вересня 1942 року нацистські окупанти спалили 234 двори села Чайкине, загинуло 4 жителі.
12 червня 2020 року, відповідно до розпорядження Кабінету Міністрів України № 730-р «Про визначення адміністративних центрів та затвердження територій територіальних громад Чернігівської області», увійшло до складу Новгород-Сіверської міської громади.
19 липня 2020 року, в результаті адміністративно — територіальної реформи та ліквідації колишнього Новгород-Сіверського району, село увійшло до новоствореного Новгород-Сіверського району Чернігівської області.

## Населення
Згідно з переписом УРСР 1989 року чисельність наявного населення села становила 261 особа, з яких 112 чоловіків та 149 жінок.
За переписом населення України 2001 року в селі мешкало 296 осіб.

### Мова
Розподіл населення за рідною мовою за даними перепису 2001 року:
| Мова       | Відсоток |
| ---------- | -------- |
| українська | 62,50 %  |
| російська  | 37,50 %  |

## Визначні місця
На в'їзді в село встановлений пам'ятний знак, напис на якому свідчить: «с. Чайкине батьківщина Президента України Л. Д. Кучми». Крім того в селі знаходиться вулиця, що носить ім'я Леоніда Кучми. Також в селі знаходиться пам'ятник воїнам Червоної армії, що загинули у Другій Світовій війні і великий православний собор, споруджений під час президентства Леоніда Кучми.
У липні 2004 в селі після спільного саміту побували Леонід Кучма і Володимир Путін.

## Відомі люди
- Дубіна Роман Васильович (1979—2022) — старший сержант Збройних сил України, учасник російсько-української війни
- Кучма Леонід Данилович — Президент України.